# Beth Doherty
Beth Doherty (10 de junio de 2003) es una activista climática que vive en Irlanda. Seguidora de la también activista climática Greta Thunberg, Doherty es cofundadora de School Strikes for Climate Ireland y miembro de Fridays for Future. A partir de los 15 años, Doherty ha creado conciencia sobre los esfuerzos para combatir el cambio climático.

## Activismo climático
El 6 de marzo de 2019, como parte de un grupo de estudiantes invitados, Doherty se dirigió a los miembros del Comité de Acción Climática de Oireachtas, antes de las protestas estudiantiles programadas para las siguientes semanas, en las que se presentaron seis demandas de acción climática.  En marzo de 2019, Doherty apareció en The Late Late Show junto con varios otros activistas climáticos juveniles. El de 15 de marzo, durante la huelga escolar por el clima en 2019, Doherty se dirigió a una multitud de más de 11.000 personas en la huelga de Dublín, en la que criticó al gobierno por la falta de acción sobre el cambio climático y acusó al ministro de Acción Climática y Medio Ambiente, Richard Bruton, de utilizar el rally como una sesión de fotos.
Doherty ha escrito artículos para TheJournal.ie sobre el fracaso del gobierno irlandés en cumplir sus objetivos climáticos para 2020. Además, ha trabajado con el Ayuntamiento de Dublín en el nuevo plan climático del municipio. En abril de 2019, Doherty apareció en el evento "Loud & Clear! Youth views on Climate" en la oficina del Parlamento Europeo con varios candidatos al Parlamento Europeo en Dublín para hablar a favor de una mejor política climática.
Doherty se dirigió nuevamente a los manifestantes climáticos en Dublín durante una segunda huelga el 24 de mayo de 2019.
En mayo de 2019, Doherty se dirigió a la conferencia nacional IDEA sobre las razones del movimiento de huelga. Doherty también trabajó como organizadora principal de la tercera gran huelga escolar el 21 de junio de 2019, junto con las otras dos grandes huelgas y un mitin para la declaración irlandesa de emergencia climática el 4 de mayo de 2019. En agosto de 2019, Doherty representó a Irlanda en la Fridays for Future European Summit en Lausana, Suiza, junto con otros 13 participantes.
En noviembre de 2019, Doherty fue una de los 157 delegados a la Asamblea de Jóvenes sobre Clima de RTE en Dáil Éireann. Posteriormente presentó la declaración al presidente de la Asamblea General de la ONU, Tijani Muhammad-Bande, junto con los redactores de las otras nueve propuestas. Más tarde Doherty también se reunió y pronunció un discurso frente al presidente junto con los delegados irlandeses de la juventud de la ONU. También en noviembre, Doherty trabajó como organizadora de la huelga de Dublín el 29 de noviembre, junto con una huelga coordinada internacionalmente.